# Frans Demaecker
Frans Demaecker (Dudzele, 1822 - 10 augustus 1884) was burgemeester van de Belgische gemeente Dudzele gedurende het jaar 1881.

## Familie
Frans Demaecker was de oudste van de tien kinderen van landbouwer Jozef Frans Demaecker (Dudzele, 1789-1856) en van Helena Cadron (°Dudzele, 1795), zus van burgemeester Jacob Cadron.
Hij trouwde in 1849 met de twintig jaar oudere Maria-Theresia Naeyaert (°1801) uit Sint-Michiels, een huwelijk dat uiteraard kinderloos bleef. Zij was de enige dochter van de molenaar Franciscus Naeyaert (1775-1848) en van Coleta Strubbe (1773-1817)

## Burgemeester
Het burgemeesterschap van Frans Demaecker duurde slechts één volledig jaar: van 1 januari tot 31 december 1881.
Hij was voordien schepen geweest. Zijn voorganger in het burgemeestersambt was August Notterdam en zijn opvolger Pieter Maenhoudt. Het duurde anderhalf jaar alvorens hij na de dood van zijn voorganger werd benoemd en het duurde twee jaar alvorens zijn opvolger Maenhoudt werd benoemd. 
In de gemeente Koolkerke was in dezelfde tijd een Frans Demaecker schepen, wellicht een familielid. 

## Familie
Demaecker was de zoon van Jozef-Frans Demaecker en van Helena Cadron. Hij was getrouwd met Maria-Theresia Naeyaert.
De overlijdensaangifte van Demaecker, waarop hij als rentenier werd vermeld, werd gedaan door zijn broer Adolf Demaecker, die handelaar en herbergier was in Dudzele.